# Joachim Christian Geelmuyden Gyldenkrantz
Joachim Christian Geelmuyden Gyldenkrantz (født Geelmuyden) (født 1. februar 1730 i Hovgs, Nordhordland, død 28. december 1795 i Bergen) var en dansk-norsk generaltoldforvalter.
Født i Hovgs, Nordhordland, hvor faderen, den senere konsistorialråd Gert Geelmuyden, dengang var sognepræst, blev student fra Bergen Katedralskole 1746 og 1749 teologisk kandidat, hvorefter han samme år blev hører i Bergen. Efter 1750 at være blevet magister, lagde han sig efter det juridiske studium, dog uden at tage embedseksamen, og blev 1752 vicerådmand (1766 virkelig rådmand) i Bergen, 1755 notarius publicus sammesteds og 1758 tillige generaltoldforvalter i Bergen Stift og Stavanger Amt. 1760 blev han fraværende kreeret til doctor juris ved Københavns Universitet for en disputats: De vera Juris, patriæ præcipue, natura et administratione justa. 1763 fik han karakter af titulær og 1765 af virkelig generalkrigskommissær. 29. januar 1783 blev han adlet med navnet Gyldenkrantz. Han døde i Bergen 28. december 1795. Gyldenkrantz var en tid forpagter af konsumtionen i Bergen og erhvervede sig en betydelig formue. Foruden sit hus i byen ejede han også det vakre Damsgård tæt uden for Bergen, hvor han i 1770'erne lod opføre den stadig stående hovedbygning i rokokostil.
Han blev 1753 gift med Elisabeth Both (født i Bergen 22. juni 1731, død sammesteds 6. maj 1800). Ved sit testamente skænkede hun et lidet legat til de fattige i Korskirkens Sogn.